# Angivarna
Angivarna (originaltitel: The Informers) är en kortare novellsamling från 1996 skriven av Bret Easton Ellis. Den skildrar olika rika L.A.-ungdomars liv. Historierna innehåller referenser till tidigare karaktärer; detta står dock inte klart utan man kan tolka det på det sättet om man vill.
Boken innehåller, som många av Ellis andra verk, starka våldscener. Dess är dock relativt milda för att vara skrivna av Bret Easton Ellis.
Boken blev film 2009 med titeln The Informers.